# Crocicchia
Crocicchia (en corso A Crucichja) es una comuna y población de Francia, en la región de Córcega, departamento de Alta Córcega.
Su población en el censo de 1999 era de 50 habitantes.

## Demografía
| 59 | 79 | 58 | 48 | 62 | 50 |
| Para los censos de 1962 a 1999 la población legal corresponde a la población sin duplicidades (Fuente: INSEE [Consultar]) |    |    |    |    |    |